# Clear Creek (Utah)
Clear Creek es un lugar designado por el censo situado en el condado de Carbon, Utah  (Estados Unidos). Según el censo de 2010 tenía una población de 4 habitantes.

## Demografía
Según el censo de 2010, Clear Creek tenía una población en la que el 100,0% eran blancos, 0,0% afroamericanos, 0,0% amerindios, 0,1% asiáticos, 0,0% isleños del Pacífico, el 0,0% de otras razas, y el 0,0% pertenecían a dos o más razas. Del total de la población el 0,0% eran hispanos o latinos de cualquier raza.